# Jennifer Ringley
Jennifer Kaye Ringley, född 10 augusti 1976, är en amerikansk internetpersonlighet. 
Ringley är mest känd för den populära webbsidan JenniCam där hon under flera år lade ut sitt privatliv till allmän beskådan. Ringley ville inte sätta något filter mellan de händelser hon var med om och det som visades på kameran, så i vissa stunder var hon naken eller engagerad i sexuella aktiviteter. Det hela började i april 1996, då hon gick på Dickinson College. Då installerade den då 19-åriga Ringley en webbkamera i sitt college-sovrum och började att sända rörliga bilder från sovrummet på en webbplats. JenniCam blev en av de första webbsidorna där det privata livet kontinuerligt och frivilligt lades upp.